# Muslim Aremu Arogundade

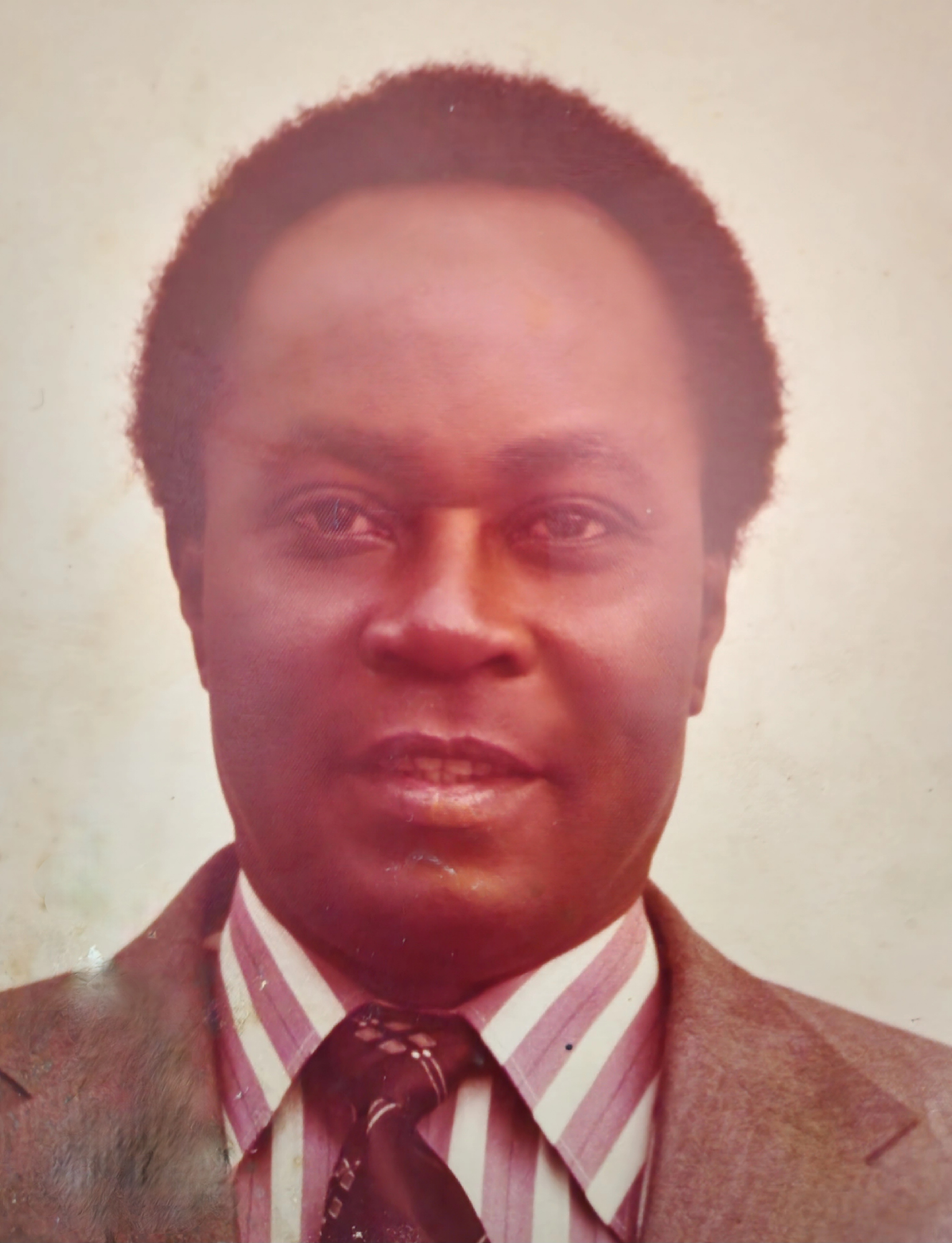
Muslim Aremu Arogundade

Muslim Aremu Arogundade (* 24. Juni 1926 in Ibadan; † in Lagos) war ein nigerianischer Sprinter.
Bei den Olympischen Spielen 1952 in Helsinki schied er über 200 m im Vorlauf aus und erreichte mit der nigerianischen Mannschaft in der 4-mal-100-Meter-Staffel das Halbfinale.
1954 gewann er bei den British Empire and Commonwealth Games in Vancouver Silber mit der nigerianischen 4-mal-110-Yards-Stafette; über 100 Yards und 220 Yards scheiterte er in der ersten Runde.